# Vorarlberger Museumswelt

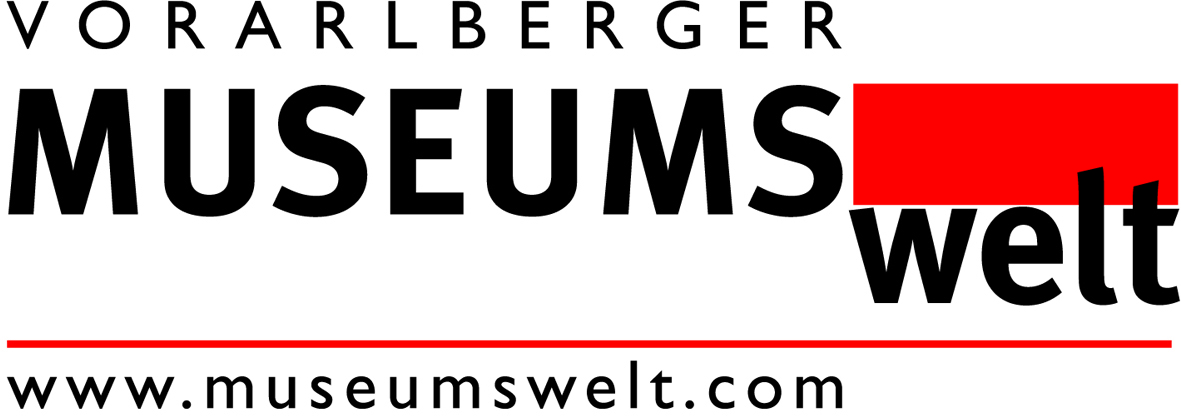
Logo Verein MUSEUMSwelt in Frastanz (Vorarlberg)

Die Vorarlberger Museumswelt in der Marktgemeinde Frastanz (Vorarlberg) wurde 2003 gegründet ist eine räumliche Zusammenfassung mehrerer Museen auf rund 2.500 m² Ausstellungsfläche (Endausbau) im ehemaligen Betriebsgebäude der Textilwerke Ganahl (siehe: Carl Ganahl). Im Gebäude sind:
- das Vorarlberger Elektromuseum (1998),
- das Vorarlberger Landesfeuerwehrmuseum (2013),
- ein Rettungsmuseum (2015)
- das Foto- und Filmmuseum,
- das Museumskino,
- das Tabakmuseum der Marktgemeinde Frastanz,
- das Vorarlberger Jagdmuseum (2014),
- das Grammophon- und Phonographenausstellung,

Derzeit können das Elektromuseum, das Landesfeuerwehrmuseum, das Jagdmuseum und das Rettungsmuseum besichtigt werden. Das Tabakmuseum ist geöffnet, derzeit aber noch im Gemeindeamt der Marktgemeinde Frastanz untergebracht.